# Björgvin Páll Gústavsson
Björgvin Páll Gustavsson (Hvammstangi, 24 de mayo de 1985) es un jugador de balonmano islandés que juega como portero en el Valur Handball y en la selección de balonmano de Islandia.
Con la selección ha ganado la medalla de plata en los Juegos Olímpicos de Pekín 2008 y la medalla de bronce en el Campeonato Europeo de Balonmano Masculino de 2010.

## Palmarés

### Kadetten Schaffhausen
- Liga suiza de balonmano (2): 2010, 2011
- Copa de Suiza de balonmano (1): 2011

### Fram Reykjavik
- Liga de Islandia de balonmano (1): 2006

## Carrera
- Fram Reykjavik (2005-2007)
- TV Bittenfeld (2007-2009)
- Kadetten Schaffhausen (2009-2011)
- SC Magdeburg (2011-2013)
- Bergischer HC (2013-2017)
- Haukar HB (2017-2018)[5]
- Skjern HB (2018-2020)
- Haukar HB (2020- )